# Mambo (La Récré des 3 Curés)
Mambo is sinds 2011 een attractie in het Franse attractiepark La Récré des 3 Curés, die tot 2010 te vinden was in het Belgische attractiepark Bobbejaanland.

## Algemene informatie
Mambo is gebouwd door het Duitse bedrijf MACK Rides. De attractie was in Bobbejaanland actief tussen begin seizoen 2000 en einde seizoen 2010. De attractie stond voor de in 2008 verwijderde Bobby Drop aan de rechterkant van het park bij de grote vijver.
De attractie was vergelijkbaar met een rupsbaan. Daarbij rijden wagentjes rond in een cirkel. Bij Mambo gingen de wagentjes op een gegeven moment ook achteruit draaien.
In tegenstelling tot de klassieke rupsbaan waren de wagentjes van Mambo bevestigd aan een scharnier in plaats van een starre constructie, zoals bij een Enterprise. Zodoende reed er ook geen wiel onder de wagentjes over de grond. Hierdoor konden de wagentjes, als de snelheid hoog genoeg was, door de centrifugale kracht horizontaal komen te hangen.

## Overname uit Bobbejaanland
Het Franse attractiepark La Récré des 3 Curés heeft de attractie overgenomen nadat Parques Reunidos, sinds 2004 eigenaar van Bobbejaanland, besloot de attractie aldaar te verwijderen. Hij werd daar geopend in 2011 onder dezelfde naam als in Bobbejaanland, Mambo. Het is niet de eerste attractie die uit Bobbejaanland verhuisde naar La Récré des 3 Curés: in 2009 werd ook de waterattractie Bobby Drop naar dit park verhuisd. In 2016 maakte vervolgens ook de enterprise Fly Away, die hernoemd werd naar Spoontus, de verhuis naar dit park.

## Thema
Het thema van de attractie is in Mexicaanse stijl en de attractie heeft rond 1 miljoen gekost. Deze attractie lijkt ook wel op een rupsbaan die ook weleens met de kermis meereisde. Een voorbeeld hiervan is de kermisattractie De Swing Bob die anno 2010 met de kermis mee reist.